# Ángel Vicioso Arcos
Ángel Vicioso Arcos (Alhama de Aragón, 13 d'abril de 1977) és un ciclista espanyol, professional entre el 1999 i el 2017. Destacà com a esprintador.
En el seu palmarès destaca una etapa al Giro d'Itàlia de 2011, etapa que quedà marcada per la mort de Wouter Weylandt. Així mateix ha guanyat la Volta a Astúries de 2008 i diverses etapes en curses d'una setmana, com la Volta al País Basc, la Volta a Suïssa o la Volta a Catalunya.
Durant la disputa de la novena etapa del Giro d'Itàlia de 2013 patí una caiguda que li provocà greus lesions que l'obligaren a quedar hospitalitzat durant sis dies en un hospital italià.
A finals del 2017 posà punt final a la seva carrera professional.

## Palmarès
- 2000
  - Vencedor d'una etapa de la Volta a La Rioja
- 2001
  - 1r al Gran Premi Miguel Indurain
  - 1r a la Clàssica de Sabiñánigo
  - Vencedor d'una etapa de la Volta a l'Alentejo
- 2002
  - 1r al Gran Premi Miguel Indurain
  - 1r a la Klasika Primavera
- 2003
  - Vencedor d'una etapa de la Volta al País Basc
  - Vencedor d'una etapa de la Volta a Catalunya
- 2004
  - Vencedor de 2 etapes de l'Euskal Bizikleta
- 2005
  - Vencedor de 2 etapes de l'Euskal Bizikleta
- 2006
  - Vencedor d'una etapa de la Volta a Suïssa
- 2007
  - Vencedor d'una etapa de la Volta al País Basc
  - Vencedor d'una etapa de la Volta a Astúries
  - Vencedor de 2 etapes de la Volta a la Comunitat de Madrid
- 2008
  - 1r de la Volta a Astúries i vencedor d'una etapa
  - Vencedor d'una etapa de la Volta a la Comunitat de Madrid
- 2009
  - Vencedor de 2 etapes de la Volta a Astúries
- 2010
  - 1r al Gran Premi de Llodio
  - 1r a la Volta a La Rioja
  - Vencedor d'una etapa de la Volta a Astúries
- 2011
  - 1r al Gran Premi de la indústria i l'artesanat de Larciano
  - Vencedor d'una etapa al Giro d'Itàlia
- 2015
  - 1r al Gran Premi Miguel Indurain

### Resultats al Tour de França
- 2003. Abandona (6a etapa)
- 2004. Abandona (10a etapa)
- 2005. 64è de la classificació general
- 2016. 129è de la classificació general

### Resultats al Giro d'Itàlia
- 2000. 72è de la classificació general
- 2002. 50è de la classificació general
- 2011. 71è de la classificació general. Vencedor d'una etapa
- 2012. 69è de la classificació general
- 2013. No surt (10a etapa)
- 2014. Abandona (6a etapa)
- 2017. No surt (21a etapa)

### Resultats a la Volta a Espanya
- 2001. 52è de la classificació general
- 2003. 67è de la classificació general
- 2005. 47è de la classificació general
- 2012. 95è de la classificació general
- 2013. 80è de la classificació general
- 2015. 103è de la classificació general